# 헤이그 규칙
1924년 헤이그 규칙(Hague Rules, 공식 명칭: "선하증권에 관한 특정 법률 규칙 및 서명의정서의 통일을 위한 국제협약")은 해상 화물 운송업자에게 최소 기준을 부과하는 국제 협약이다. 이전에는 관습법만이 화물 소유자에게 보호를 제공했다. 하지만 헤이그 규칙은 화주를 위한 "소비자 헌장"으로 간주되어서는 안 된다. 1924년 협약은 실제로 운송인에게 유리하고 화주에 대한 의무를 축소했기 때문이다.
헤이그 규칙은 선주가 화물의 손실 또는 손상에 대한 모든 책임에서 정기적으로 스스로를 배제하는 문제를 해결하기 위한 실행 가능하고 통일된 방안을 찾기 위한 국제 사회의 첫 번째 시도였다. 헤이그 규칙의 목적은 운송인의 최소 의무적 책임을 확립하는 것이었다.
헤이그 규칙에 따라, 화주는 선박의 항해 부적합, 부적절한 승무원 배치, 또는 화물의 안전한 운송 및 보관 불능을 입증하지 못할 경우, 분실/파손된 화물의 비용을 부담한다. 즉, 운송인은 상당한 주의를 기울이고 선박에 적절한 승무원 배치 및 항해 적격성이 있는 경우 인적 오류로 인한 위험에 대한 책임을 면할 수 있다. 이러한 조항들은 선주와 화물 이해당사자 사이에서 적절한 책임 균형을 제공하는지 여부에 대해 자주 논의되어 왔다.
헤이그 규칙은 세계 주요 무역국 거의 대부분에서 국내법의 근간을 이루며, 현재 거의 모든 국제 해운을 포괄한다. 헤이그 규칙은 두 개의 의정서에 의해 개정되었지만, 기본적인 책임 조항은 다루지 않았으며, 현재에도 변경되지 않았다.
헤이그 규칙은 1931년부터, 그리고 1977년과 1982년에 걸쳐 약간 개정되어 헤이그-비스비 규칙이 되었다. 또한 유엔은 더욱 공정하고 현대적인 규칙인 함부르크 규칙(1992년 발효)을 제정했다. 또한 더욱 급진적이고 광범위한 규칙으로는 로테르담 규칙이 있지만, 2020년 8월 현재 5개국만이 이 규칙을 비준하여 아직 발효되지 않았다.